# ورزشگاه امبانگ
ورزشگاه امبانگ (به لاتین: Ambang Stadium) یک ورزشگاه در اندونزی است که در کوتاموباگو واقع شده‌است.